# VRT
vrt（オランダ語: Vlaamse Radio- en Televisieomroeporganisatie、フランデレン・ラジオ・テレビ放送協会）はベルギーの公共放送局。フラマン語を公用語とする同国北部フランデレン地域を主な対象としている。
南部ワロン地域ではRTBFがフランス語放送を行っている。

## 歴史
- 1930年　ベルギー国営放送協会設立。オランダ語表記は、NIR - Nationaal Instituut voor de Radio-omroepで、フランス語表記は、INR - Institut National belge de Radiodiffusion。両社は各言語毎に独立した法人として、それぞれの事業を行っていた。
- 1950年　欧州23の放送事業者と共に、EBU欧州放送連合設立。
- 1953年　テレビ放送開始。
- 1960年　NIRとINRが合併し、ラジオ&テレビ・ベルギーに改称。オランダ語表記　BRT - Belgische Radio en Televisieomroep、フランス語表記 RTB - Radio-Télévision Belge。各言語の放送は、レイヤーズ。ビル(the Reyers building)に本社を置く部門となった。
- 1967年　テレビ-カラー放送開始。
- 1977年　ベルギーがワロン地域とフランデレン地域の連邦制に移行したことに伴い、フランス語放送が、RTBF　として分離独立したため、RTBはオランダ語放送専業局となった。
- 1991年　ベルギー・ラジオ&テレビ・オランダ語放送(BRTN - Belgische Radio- en Televisieomroep Nederlandstalige Uitzendingen)に改称(オランダ語専門の放送局であることを明文化し、RTBFとスタイルを揃えた)。
- 1998年　第三セクター化により、フラームス・ラジオ&テレビ放送システム(VRT - Vlaamse Radio en Televisie-omroep-organisatie)に改称、
- 2009年　略称だった　vrt　が正式な呼称となった。

## ロゴマーク

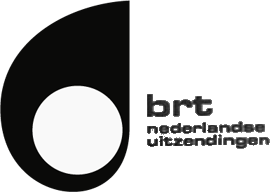
1968 – 1979
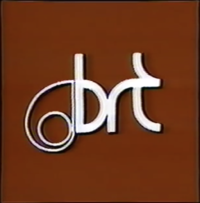
1979 – 1991
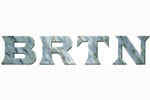
1991 – 1998
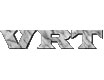
1998 – 2002
2002 – 2017
2017 – 2022
2022 –

## 運営放送

### ラジオ
- Radio1 総合（ニュース、情報、文化）
- Radio2 ポピュラー音楽
- Radio 3 - Klara クラシック音楽
- Studio Brussel 若者向け放送
- Radio  Donna - MNM

### テレビ
- TV1 - Eén
- TV2 Canvas, Ketnet(子供向プログラム)